# スコット・ヤナウ
スコット・ヤナウ（Scott Yanow、1954年10月4日 - ）は、ジャズを専門とするアメリカ合衆国の音楽評論家、歴史家、著述家。

## 経歴
スコット・ヤナウは、ニューヨーク市に生まれ、ロサンゼルス近郊で育った。
1975年以降、数多くのスタイルのジャズについて定期的に評論を発表するようになり、『Record Review』誌のジャズ担当編集者となった。彼は、『ジャズタイムズ (JazzTimes)』、『Jazziz』、『ダウン・ビート (Down Beat)』、『Cadence』、『Coda』、『Los Angeles Jazz Scene』など、数多くのジャズやアートに関する雑誌に寄稿した。2002年9月にはモントレー・ジャズ・フェスティバルについてCNNのカメラの前でインタビューに応じ、他方ではオールミュージックのサイト (AllMusic.com) に、ディジー・ガレスピーの詳細な評伝を寄稿している。彼はジャズに関する著作を11冊、CDのライナーノートを800件以上、ジャズの録音に関する評論を2万件以上発表している。
ヤナウは、『All Music Guide to Jazz』第3版の寄稿者であり、共同編集者のひとりでもある。『ダウン・ビート』、『Jazziz』、『Los Angeles Jazz Scene』、『Jazz Rag』、『Jazz Inside』への寄稿も続けている。
ヤナウは、レコード・レーベル「Allegro」のために一連のCDをプロデュースしている。また、KCSN-FMでレギュラーのラジオ番組『Jazz After Hours』を担当し、また、『ロサンゼルス・タイムズ』紙のジャズ選評の担当者も務めている。

## おもな著書
- Duke Ellington (November 1999) ISBN 1-56799-855-0
- Swing (April 2000) ISBN 978-0-87930-600-7
- Bebop (August 2000) ISBN 978-0-87930-608-3
- Afro-Cuban Jazz (December 2000) ISBN 978-0-87930-619-9
- Trumpet Kings: The Players Who Shaped the Sound of Jazz Trumpet (August 2001) ISBN 978-0-87930-640-3
- Classic Jazz (December 2001) ISBN 978-0-87930-659-5
- Jazz on Film, The Complete History of the Musicians and Music Onscreen (October 2004) ISBN 978-0-87930-783-7
- Jazz on Record – The First Sixty Years (October 2003) ISBN 978-0-87930-755-4
- Jazz: A Regional Exploration (February 28, 2005) ISBN 978-0-31332-871-8
- The Jazz Singers: The Ultimate Guide (September 2008) ISBN 978-0-87930-825-4
- The Great Jazz Guitarists: The Ultimate Guide (April 2013) ISBN 978-1-61713-023-6